# Rach'a

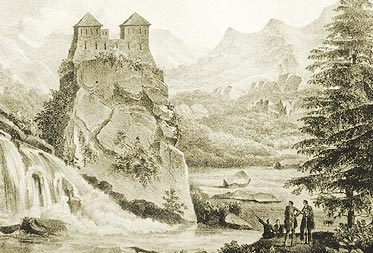
Una vecchia fortezza a Rach'a nel XIX secolo.

Rach'a (anche Ratcha, in georgiano  რაჭა?) è una regione montana situata nella Georgia occidentale, nella valle dell'alto corso del Rioni, racchiusa dalla catena montuosa del Caucaso Maggiore. Nella suddivisione attuale della Georgia, Rach'a viene inclusa nella regione (mkhare) di Rach'a-Lechkhumi e Kvemo Svaneti come le municipalità di Oni e Ambrolauri.
Rach'a occupa 2.854 km² nell'angolo nord-orientale della Georgia occidentale. Gli speroni della cresta del Caucaso Maggiore separano Rach'a dalle regioni storiche di Svaneti e Lechkhumi a nord-ovest e da Imereti a sud, mentre la principale cresta forma il confine con l'Ossezia del Nord russa. A est, Rach'a confina con l'Ossezia del Sud separatista, ufficialmente parte della regione georgiana di Shida Kartli.

## Storia
Fin dall'antichità la regione di Rach'a venne ad essere inclusa nelle regioni di Colchide e Iberia, la cui città principale, Oni, si diceva fosse stata fondata dal re Parnagiom di Iberia nel II secolo a.C. Con la creazione del regno georgiano unificato nell'XI secolo, Rach'a divenne uno dei suoi ducati (saeristavo). Rati, della famiglia dei Baghvashi, fu il primo duca (eristavi) designato dal re Bagrat III. I discendenti di Rati e suo figlio Kakhaber, padre eponimo della dinastia dei Kakhaberisdze dominanti a Rach'a, governa la provincia fino al 1278. Nello stesso anno, durante la guerra contro i mongoli, il re Davide VI Narin abolisce il ducato, che, nella metà del XIV secolo, venne restaurato sotto il governo della famiglia dei Charelidze.

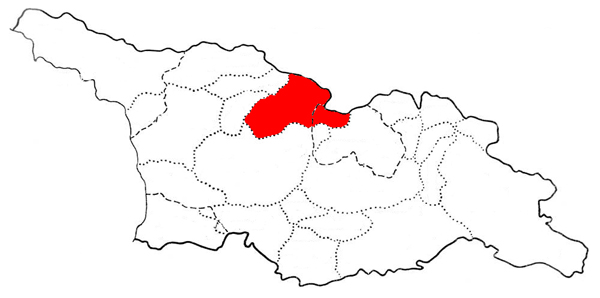
Rach'a, regione storica, Georgia

La dinastia successiva di Chkhetidze governò Rach'a dal 1465 al 1769. I vassalli del re di Imereti si ribellarono diverse volte contro il potere regale. Le più gravi conseguenze però furono dovute alla guerra civile del 1678-1679, dove il duca Shoshita II di Rach'a (1661-1684) sostenne il principe Archil, un rivale del re imereziano Bagrat IV filo-ottomano. Con la sconfitta di Archil, Rach'a venne invasa e saccheggiata dalle forze punitive ottomane. Sotto Rostom (1749-1769), il ducato divenne virtualmente indipendente da Imereti. Tuttavia, verso la fine del 1769, il re Solomone I di Imereti fece arrestare Rostom abolendone il ducato. Nel 1784, re Davide di Imereti ripristinò per l'ennesima volta il ducato dandolo a suo nipote Anton. L'opposizione locale tentò di sfruttare l'aiuto ottomano per prendere il controllo di Rach'a, ma la vittoria di re Davide a Skhvava (26 gennaio 1786) assicurò temporaneamente il suo potere nella regione. Nel 1789, il successivo re imerezio, Solomone II, abolì definitivamente il ducato subordinando la provincia direttamente all'amministrazione reale.